# بيتر دبليو. كلاين
بيتر دبليو. كلاين (بالإنجليزية: Peter W. Klein)‏ هو صحفي أمريكي، ولد في 27 يناير 1970 في سينسيناتي في الولايات المتحدة.

## وصلات خارجية
- بيتر دبليو كلاين على موقع IMDb (الإنجليزية)